# Plecodus straeleni
Plecodus straeleni é uma espécie de peixe da família Cichlidae.
Pode ser encontrada nos seguintes países: Burundi, República Democrática do Congo, Tanzânia e Zâmbia.
Os seus habitats naturais são: lagos de água doce.